# ماریان دنیکو
ماریان دنیکو (فرانسوی: Marianne Denicourt‎؛ زادهٔ ۱۴ مهٔ ۱۹۶۶) یک هنرپیشه اهل فرانسه است. وی از سال ۱۹۸۶ میلادی تاکنون مشغول فعالیت بوده‌است.
از فیلم‌ها یا برنامه‌های تلویزیونی که وی در آن نقش داشته است می‌توان به مزاحم زیبا و شاده اشاره کرد.